# Atli Danielsen
Atli Danielsen (né le 15 août 1983) est un footballeur international féroïen.

## Sélection nationale
En sélection depuis avril 2003 et une double confrontation amicale (2-1 ; 3-2) face au Kazakhstan les 27 et 29 avril, il compte 42 sélections.  
Il a participé aux qualifications pour les Championnats d'Europe 2004 et 2008, ainsi que pour les Coupes du monde 2006 et 2010.

## Palmarès
Vierge